# Esteban Pichardo
Esteban Pichardo y Tapia (1799-1879) fue un geógrafo y lexicógrafo cubano.

## Biografía
Nacido el 26 de diciembre de 1799 en Santiago de los Caballeros, en la isla de La Española, escribió un Diccionario provincial de voces cubanas, con sucesivas reediciones a lo largo del siglo XIX, en las que se publicó con variaciones en el título de una a otra. También fue autor de una Gran carta geotopográfica de Cuba. Falleció en 1879.